# 傑米美洲鱥
傑米美洲鱥（學名：Notropis jemezanus），為輻鰭魚綱鯉形目雅羅魚科的其中一種，分布於北美洲美國新墨西哥州、德克薩斯州與墨西哥間的格蘭德河流域，本魚呈長橢圓形且側扁，眼大、口近下位，體色黃褐色，腹部銀白色，尾鰭叉形，體中央具一條銀色縱帶，體長可達7.5公分，棲息在沙石底質的溪流底中層水域，生活習性不明。